# Coopérative d'utilisation de matériel agricole
Une coopérative d'utilisation de matériel agricole (CUMA) est une société coopérative agricole de droit français ayant pour objet de mettre à la disposition de ses adhérents du matériel agricole et des salariés.
Les Cuma ont largement favorisé l'accès à la mécanisation dans les régions de petites exploitations dans lesquelles le coût de la mécanisation individuelle la rendait inaccessible. Instruments communautaires, elles permettent souvent d'enclencher des dynamiques de développement territorial. Elles permettent aussi aux agriculteurs d'utiliser un matériel performant dont l'investissement ne se justifierait pas sur une seule exploitation.
Il existe en France 11 740 Cuma regroupant 202 000 adhérents en 2018.

## Historique

### Création desCuma
À la fin de la Seconde Guerre mondiale, l’agriculture française s’organise pour se redéployer. Une foule d’organisations se met en place (syndicats, mutuelles...). Le 12 octobre 1945, la loi sur les coopératives d’utilisation de matériel agricole est promulguée. Le mois suivant, la fédération nationale des Cuma est créée. Les Cuma, avec l’appui des pouvoirs publics (accès facilité aux matériels du Plan Marshall), sont un outil de réorganisation de l’économie agricole de l’après-guerre. Avec l’essor des nouvelles techniques (le tracteur se banalise), elles affirment la dimension pédagogique de leur démarche collective. Cependant, bon nombre de Cuma se traduisent par des échecs : leur création avait en effet plus été motivée par l’occasion d’acquérir un matériel que par la volonté de coopérer entre agriculteurs. Une perte de crédit et de confiance est perceptible dès le début des années 1950. L'Union Nationale des Cuma – sorte de groupement d’achats de matériel, produits pétroliers et charbon – sera même dissoute.

### LesCumaet les lois d'orientation agricole
À partir du milieu des années 1950, les Cuma se réorganisent lentement : responsabilisation des adhérents, formation à la gestion et au suivi du matériel, etc. Elles constituent, en outre, un terrain d’engagement pour les militants de la Jeunesse Agricole Catholique. Des conseillers en machinisme, des animateurs et des comptables sont recrutés dans les départements pour accompagner les groupes. La loi d’orientation agricole de 1962 donne à l’agriculture les moyens de sa modernisation. La productivité agricole s’envole. Les Cuma contribuent, avec les autres groupes de développement agricole (Ceta, Gva), à l’essor des nouvelles pratiques agricoles (moisson, ensilage, manutention, travail du sol). La crise de 1973 renforce les Cuma dans leur vocation à réduire les charges de mécanisation.

### Modernisation du réseau
Au début des années 1980, le réseau Cuma communique. Il lance son premier journal mensuel, Entraid’Ouest, qui sera suivi par trois autres éditions. Il organise également ses premiers salons agricoles (le Salon des Fourrages, en juin 1980 à Châteaubriant - Loire-Atlantique). La gestion des Cuma s’informatise et s’uniformise. L’agrégation des données sur la mécanisation recueillies auprès des agriculteurs présente des statistiques issues des utilisateurs et riches d’enseignements (édition de guides « prix de revient »).
L’arrivée en 1981 d’un gouvernement de gauche relance la dynamique Cuma. En effet, Édith Cresson, alors ministre de l’agriculture, encourage les démarches de groupe par des prêts bonifiés aux Cuma pour l’acquisition de matériel. Elle instaure également la présence de représentants des Cuma dans les instances agricoles (commissions mixtes et chambres d’agriculture).

### Les nouvelles fonctions desCuma
Dans les années 1990 et 2000, la mécanisation raisonnée s’impose dans la démarche Cuma : meilleur service aux adhérents, utilisation collective de tracteurs, organisation du travail, conception de logiciels de diagnostic des charges de mécanisation...
Les nouvelles problématiques et enjeux sociaux et environnementales conduisent certains agriculteurs en Cuma à réaliser des actions avec leurs voisins ruraux et à s’investir dans des projets de développement local.
Malgré une baisse continue du nombre d’agriculteurs, l’activité des Cuma ne faiblit pas, même si des réorganisations s’imposent (fusion de Cuma, mutualisation…). Elles poursuivent, comme dans les années 1960, leur mission de développement au travers notamment de l’organisation de journées de démonstration sur les techniques actuelles (récolte de l’herbe, techniques sans labour, etc.).
L’amélioration des conditions de vie et de travail devient une préoccupation importante des groupes amenant les questions d’organisation au centre des débats. Dans certaines régions, des agriculteurs vont même jusqu’à partager l’intégralité de leur parc de matériel (dans des Cuma dites « intégrales »). Le nombre d’emplois partagés en Cuma croît. La loi d’orientation agricole de 2006 introduit d’ailleurs dans le Code du travail (article L.127-1, devenu l'article L.1253-8  dans le nouveau Code du travail) la possibilité pour les Cuma d’exercer une activité de groupement d’employeurs. La Cuma s’affirme comme un outil d’organisation collective du travail (matériel et main-d’œuvre, salariée ou non) par la mutualisation, en proximité, des besoins des agriculteurs.

## Fonctionnement
Ce statut est régi par les dispositions du livre V du Code rural, ayant pour objet de mettre à la disposition de ses adhérents du matériel agricole et des salariés.

### Activités économiques
En 2015, le nombre de Cuma s'élève à 12 260. Trois ans plus tard, fin 2018, la majorité des Cuma sont toujours adhérentes à la fédération des Cuma. Sur les 11 740 existantes, 10 407 sont adhérentes. Le nombre globale de Cuma est en décroissance, bien qu'il y ait toujours des créations : en 2018, il y a eu 47 créations contre 139 cessations. En revanche leur activité individuelle est en hausse avec une augmentation du chiffre d'affaires.

#### Mise à disposition de matériels
Les Cuma visent notamment à réduire les charges de mécanisations des exploitations agricoles par la mise en commun du matériel.
Il existe certains types particuliers de Cuma. Les Cuma intégrales sont des Cuma qui proposent à leurs adhérents l'ensemble de la chaine de mécanisation, c'est-à-dire tous les outils mécaniques nécessaires à la conduite d'une exploitation agricole. Mais d'autres Cuma fonctionnent selon un domaine d'activité précis. Dans le cadre des Intercuma, il est possible pour une Cuma de mettre à disposition d'une autre Cuma du matériel.
Certains types de matériels sont peu partagés en Cuma, tel que les tracteurs dont moins de 30 % de Cuma en possède car il s'agit d'un type de matériel dont les agriculteurs préfèrent par coutume en être propriétaire. En 2017, sur le parc de 250 000 véhicules que comptent les Cuma, les tracteurs n'en représentent que 7 000 véhicules.
Pour d'autres matériels au contraire, les agriculteurs font pour la quasi-totalité uniquement appel à la délégation. C'est la cas pour les tonnes à lisier détenue à 95 % par des Cuma ou des ETA.
Peu de Cuma entrepose leurs matériels dans leurs propres hangars. En 2016 seulement 1 610 en possède un. Mais depuis 2015, les Cuma ont obtenu l'autorisation de pouvoir construire leur hangar en zone agricole, ce qui n'était pas le cas auparavant. Depuis la loi Elan de 2019, les Cuma n'ont plus besoin d'architecte pour les bâtiments d'une surface inférieure à 800 m2.

#### Mise à disposition de salariés
Une Cuma a la possibilité depuis 2006 de mettre à disposition un salarié à ses adhérents dans la limite de 30 % du montant de sa masse salariale. En 2014, ce seuil est relevé à 49 %. Cela a conduit à l'emploi de 4 700 salariés en 2009 répartis sur 1 640 Cuma, soit une part minoritaire correspondant à 16 % du nombre total de Cuma. L'objectif fixé par le président de la FN Cuma est d'augmenter le nombre d’emplois de 1 000 salariés supplémentaires en 2020. Cependant les Cuma connaissent des freins à l'embauche de salariés. Étant sous statut coopératif et non soumis à l'impôt, elles sont exclues de la mesure du CICE ce qui représente un manque à gagner de 6 millions d'euros.
Il existe plusieurs types de mise à disposition de salariés.

#### Prestations accessoires
Les Cuma peuvent également réaliser des travaux dans une limite de 25 % de leur chiffre d'affaires et de 10 000 euros ou 15 000 euros par an pour les communes de moins de 3 500 habitants, alors qu'avant 2014 elles pouvaient le faire que pour les communes de moins de 2 000 habitants.
Les Cuma ont également la possibilité de permettre à leur adhérents de faire des achats groupés (GNR, bâche d'ensilage...) mais dans une limite de 5 % de son chiffre d'affaires.

#### Autres formes d'accès au matériel

##### Prestataire externe: ETA
Une ETA est une autre forme juridique de structure intervenant pour la réalisation de travaux agricoles.
Contrairement aux ETA, les Cuma aident les agriculteurs à rompre la solitude en créant un lien social en impliquant les adhérents au sein d'un groupe.

##### Acquisition
L'acquisition du matériel peut de faire en pleine propriété (mais il n'est pas toujours possible financièrement d'avoir d'acquérir un matériel d'une qualité suffisante), en copropriété, en location, en LOA.

### Aspects juridique et administratif

#### Adhérents
Type particulier de sociétés de service, contrairement aux autres sociétés coopératives agricoles, elles ne doivent réunir qu'un minimum de quatre associés coopérateurs contre sept pour pouvoir se constituer. Mais la taille moyenne des groupes est de 23 adhérents avec une tendance à la hausse. Ces associés peuvent être des sociétés de différents types pratiquant des activités agricoles. Une Cuma doit respecter le principe d'exclusivisme qui lui impose de n'avoir des opérations qu'avec ses celles adhérents et s'abstenir d'activités avec des tiers non associés. Néanmoins, si ses statuts le prévoient elle peut réaliser jusqu'à 20 % de chiffre d'affaires avec des tiers non associés sans pour autant perdre le bénéfice de son exonération d'impôts sur les sociétés.
Les adhérents s'engagent à rester dans la Cuma pour une certaine période. Néanmoins, il est possible de prévoir un essai d'une année.

#### Contrôle par leHCCA
Dans une Cuma certains évènements juridiques doivent obtenir une autorisation ou un agrément de la part du Haut Conseil de la Coopération Agricole (HCCA). C'est notamment le cas pour la création d'une Cuma, une extension de son objet, une extension de sa circonscription territoriale, en cas prise de participation dans une société et aussi dans le cadre du retrait d'agrément à la suite d'une liquidation ou d'une fusion.
Le HCCA est notamment chargé d'effectuer la révision coopérative d'une Cuma. Elle intervient tous les 5 ans, ou lorsque la Cuma dépasse deux des trois seuils suivants :
- 50 pour le nombre moyen d’associés ;
- 2 000 000 euros pour le montant hors taxes du chiffre d’affaires ;
- 1 000 000 euros pour le total du bilan.

Une révision est également obligatoire depuis 2014 lorsqu'une Cuma réalise trois exercices déficitaires, ou que les pertes d’un exercice s’élèvent à la moitié au moins du montant le plus élevé atteint par le capital social. Auparavant la révision comptable ne concernait que les structures qui prévoyaient que des tiers non associés puissent utiliser les services de la Cuma, sans toutefois dépasser les 20 % du chiffre d'affaires. Elle intervenait également dans le cadre de fusion, scission, de revalorisation du capital social.
Une ordonnance gouvernementale d'avril 2019 impose aux Cuma de mettre à jour leur statut et règlement intérieur auprès du HCCA dans un délai de 14 mois.

#### Dispositifs spécifiques accessibles aux Cuma

##### Prêts bonifiés
Les Cuma bénéficient à partir de 1982 et jusqu'en 2015 d'un dispositif de prêt bonifié permettant d'obtenir des prêts à MTS à des conditions avantageuses. Cependant la baisse des taux a rendu ce dispositif de moins en moins attractifs. Les Cuma pouvaient emprunter sur une période allant jusqu'à 12 ans, voir 15 ans (selon les années et les changements règlementaires) avec une bonification du prêt portant sur 7 ans pour les Cuma installés en zone de plaine, et 9 ans pour celles situées en zone défavorisées. Ce financement a permis de financer entre 12 % et 50 % des investissements en Cuma pour une enveloppe budgétaire de 2,5 millions d'euros lors de la dernière année de mise en place du dispositif. Ce montant était néanmoins insuffisant car en 2013, le besoin de l'enveloppe est de 7 millions alors qu'il n'y avait que 3 millions à dispositions.
Le dispositif est remplacé le 1er septembre 2015 par un « dispositif d’accompagnement des projets et initiatives ».

##### Dispositifs d’accompagnement des projets et initiatives
La protection de l’environnement tend aussi à s’immiscer dans les préoccupations. L’action pédagogique des Cuma en est relancée (épandage des lisiers et fumiers respectueux de l’environnement, réglage des pulvérisateurs pour réduire les excès de pesticides). En 2015, un arrêté (du 26 août) précise le dispositif d'accompagnement des projets et initiatives des coopératives d'utilisation en commun du matériel agricole en introduisant une dimension d'écoéligibilité dans le dispositif d'aide aux Cuma.
Les DiNA Cuma visent à encourager le développement du conseil stratégique et des diagnostics avec une enveloppe dédiée à ce dispositif d'un montant de 2,5 millions d'euros.

##### Fiscalité: suramortissement
En 2012, le nouveau ministère de l'agriculture Stéphane Le Foll préfère aborder la révision de la fiscalité des exploitants agricoles avant celles des coopératives. Avec la fin des DPI qui avait conduit les agriculteurs à investir dans du matériel, l'arrêt de ce dispositif n'a pas conduit les exploitants à réduire massivement l'acquisition de matériel en nom propre au profit d'une utilisation par une Cuma.
En 2015, après avoir été exclus du dispositif de suramortissement, les adhérents utilisant du matériel en Cuma bénéficient de ce même dispositif fiscal qu'un agriculteur possédant un matériel en nom propre. Cette mesure aurait une incidence de 10 millions d'euros en faveur des exploitants par une réduction d'impôts de l'ordre de 1,5 million d'euros. Afin de compenser cette perte de revenu fiscal, l'État a créé une taxe additionnelle sur les cigarettes.

##### Autres dispositifs
En 2016, les Cuma sont désormais éligibles au fond d'allègement des charges sous réserves d'avoir un taux d'endettement supérieur ou égal à 35 % de son bilan.

## Réseau fédératif
Fin 2018, la majorité des Cuma sont adhérentes à la fédération des Cuma. Sur les 11 740 existantes, 10 407 sont adhérentes.
La fédération des Cuma est hiérarchisée en trois niveaux : départemental (FD Cuma), régional (FR Cuma) et national (FN Cuma).
La fédération est notamment composée de conseillers.

### Systèmes d'informations
La fédération des Cuma a fait développer son propre outil de centralisation de données, Cumanet, afin d'améliorer la performance économique.

### Codes législatifs
- Code rural et de la pêche maritime (lire en ligne)

1. ↑  Article L522-6
2. ↑  Article R522-1
3. ↑  Article L522-5
4. ↑  Article R525-9-1